# Neuhardenberg

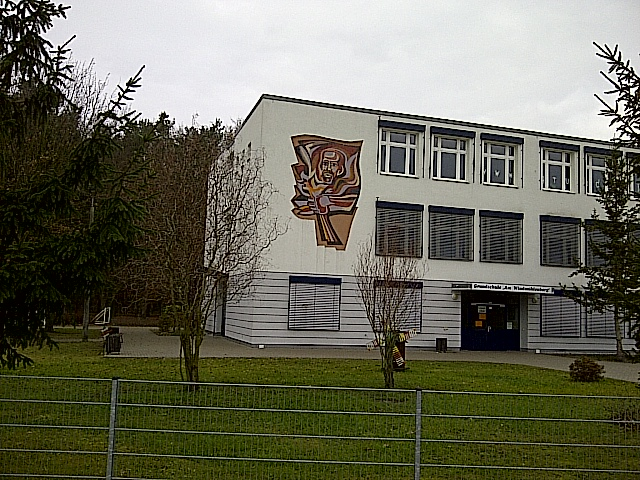
Socialistisch-realistische kunst in Neuhardenberg

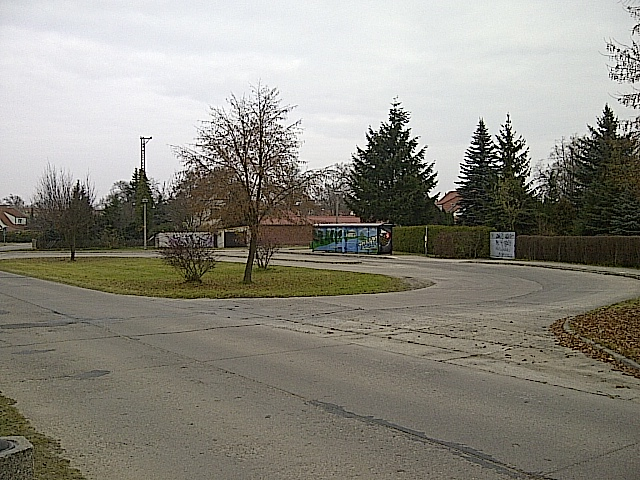
Busstation Neuhardenberg

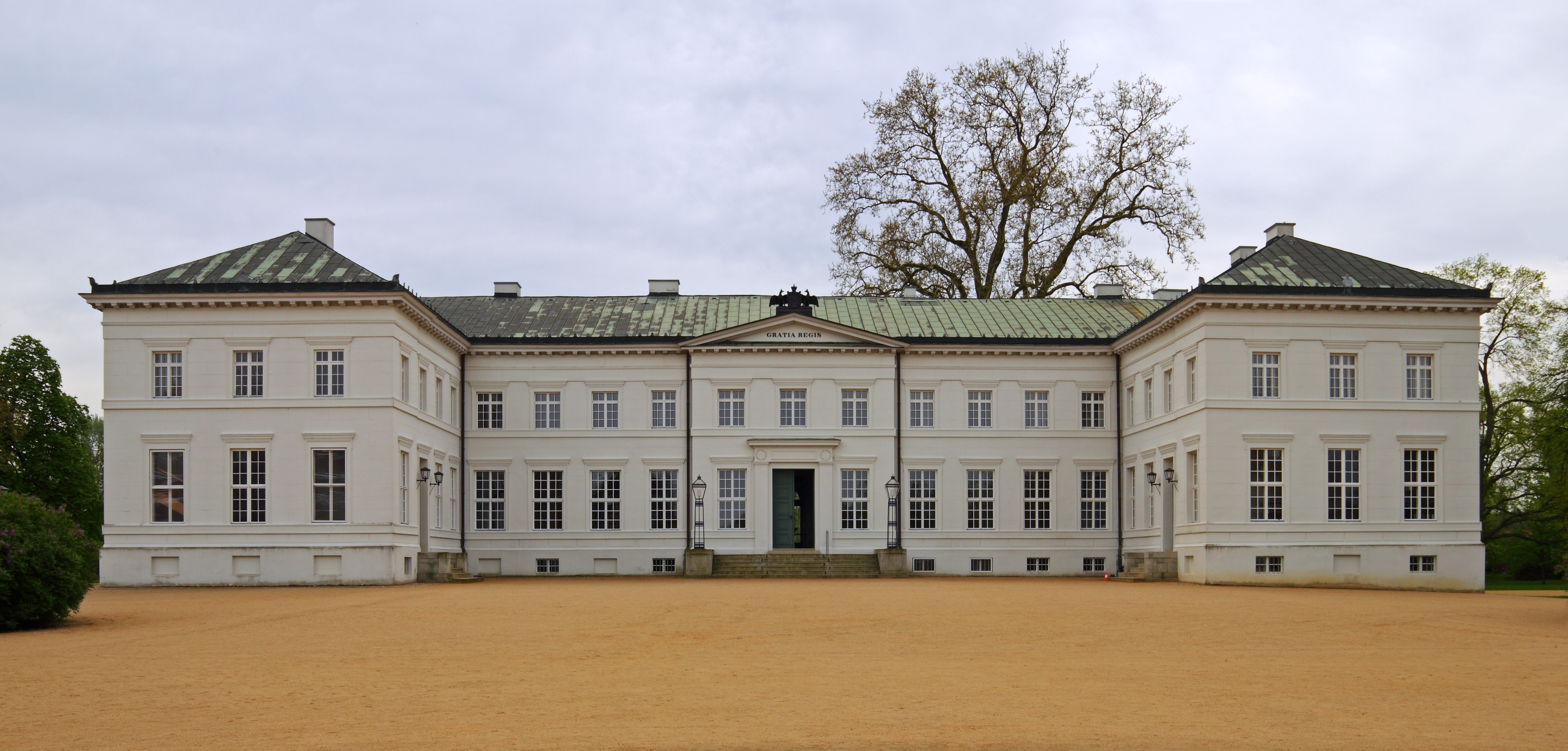
Schloss Neuhardenberg

Neuhardenberg (1949-1990 Marxwalde) is een gemeente in de Duitse deelstaat Brandenburg, en maakt deel uit van het Landkreis Märkisch-Oderland.
Neuhardenberg telt 2.812 inwoners.

## Geschiedenis
Als Quilicz wordt deze plaats voor het eerst genoemd in een oorkonde uit 1348, later ook als Quilitz. Omstreeks 1480 bevonden zich in Quilitz minstens 3 havezates. Bekende namen zijn de adelgeslachten Von Pfuel, Schapelow und Beerfelde. In 1681 kocht de keurvorst Friederike Dorothea Sophia von Brandenburg-Schwedt de in de Dertigjarige Oorlog verwoeste havezates op. In 1763 viel Quilitz als koningsgeschenk toe aan Joachim Bernhard von Prittwitz. Een grote brand verwoestte in 1801 meer dan de helft van de plaats, die naar een plan van Karl Friedrich Schinkel opnieuw werd aangelegd. 10 jaar later, in 1811, verkocht Friedrich Wilhelm Bernhard Prittwitz Quilitz voor 303.715 Reichstaler aan de kroon. 3 Jaar later schonk de kroon de plaats aan Staatskanselier Karl August Fürst von Hardenberg (1750–1822), die Quilitz hernoemde tot Neu-Hardenberg.

## Sport en recreatie
Door deze plaats loopt de Europese wandelroute E11. De E11 loopt vanaf Den Haag naar het oosten, op dit moment tot de grens Polen/Litouwen. De route komt vanuit Buckow en vervolgt richting Platkow.
Altlandsberg ·
Alt Tucheband ·
Bad Freienwalde ·
Beiersdorf-Freudenberg ·
Bleyen-Genschmar ·
Bliesdorf ·
Buckow (Märkische Schweiz) ·
Falkenberg ·
Falkenhagen (Mark) ·
Fichtenhöhe ·
Fredersdorf-Vogelsdorf ·
Garzau-Garzin ·
Golzow ·
Gusow-Platkow ·
Heckelberg-Brunow ·
Höhenland ·
Hoppegarten ·
Küstriner Vorland ·
Lebus ·
Letschin ·
Lietzen ·
Lindendorf ·
Märkische Höhe ·
Müncheberg ·
Neuenhagen bei Berlin ·
Neuhardenberg ·
Neulewin ·
Neutrebbin ·
Oberbarnim ·
Oderaue ·
Petershagen/Eggersdorf ·
Podelzig ·
Prötzel ·
Rehfelde ·
Reichenow-Möglin ·
Reitwein ·
Rüdersdorf bei Berlin ·
Seelow ·
Strausberg ·
Treplin ·
Vierlinden ·
Waldsieversdorf ·
Wriezen ·
Zechin ·
Zeschdorf